# ジョン・モンタギュー (第7代サンドウィッチ伯爵)

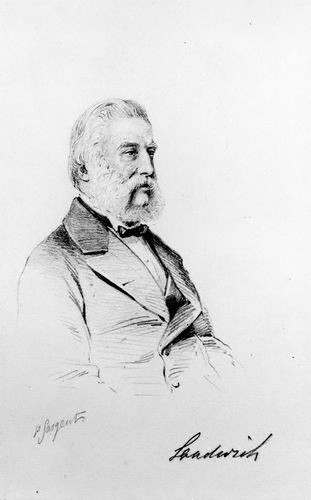
フレデリック・サージェント（Frederick Sargent）による素描、1870年代。

第7代サンドウィッチ伯爵ジョン・ウィリアム・モンタギュー（英語: John William Montagu, 7th Earl of Sandwich PC、1811年11月8日 – 1884年3月3日）は、イギリスの貴族、政治家。儀仗衛士隊隊長（1852年2月 – 12月）、バックハウンド管理長官（1858年 – 1859年）を務めた。1814年から1818年までヒンチンブルック子爵の儀礼称号を使用した。

## 生涯

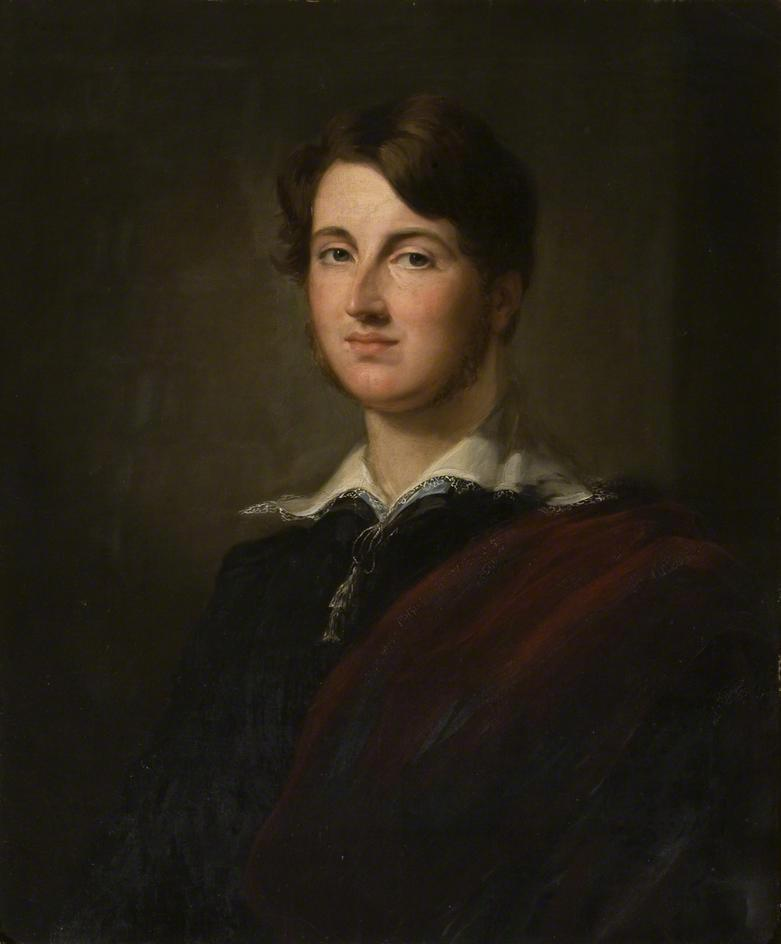
サー・ジョージ・ヘイターによる肖像画、1832年。

第6代サンドウィッチ伯爵ジョージ・ジョン・モンタギューと妻メアリー・アン・ジュリア・ルイーザ・ハリエット（旧姓ロリー＝コリー、1781年4月3日 – 1862年4月19日、初代ベルモア伯爵アーマー・ロリー＝コリーと2人目の妻ハリエットの娘）の息子として、1811年11月8日にグラフトン・ストリート（Grafton Street）で生まれた。1818年5月21日に父が死去すると、サンドウィッチ伯爵位を継承した。イートン・カレッジで教育を受けた後、1827年10月25日にケンブリッジ大学トリニティ・カレッジに入学した。
1831年3月23日にハンティンドンシャー民兵隊の大尉に任命され、1852年8月4日に隊長（大佐）に任命された。イギリス陸軍では1832年3月9日に中尉としてグレナディアガーズに入隊したが、1835年7月に引退した。ほかにもKing's Royal Rifle Corps第5大隊の隊長を務めていたが、1881年8月31日に辞任した。その後、同大隊の名誉隊長に任命され、1883年8月15日にはヴィクトリア女王のエー＝ド＝カン（副官）に任命された。
1841年9月25日にハンティンドンシャー統監に任命され、1884年に死去するまで務めた。
第1次ダービー伯爵内閣において、1852年2月27日に儀仗衛士隊隊長と枢密顧問官に任命され、同年12月に儀仗衛士隊隊長を辞任した。第2次ダービー伯爵＝ディズレーリ内閣において、1858年2月26日にバックハウンド管理長官に任命され、1859年6月に辞任した。
1884年3月3日にグローヴナー・スクエア46号で死去、ブランプトンで埋葬された。長男エドワード・ジョージ・ヘンリーが爵位を継承した。

## 家族
1838年9月6日、メアリー・パジェット（Mary Paget、1812年6月16日 – 1859年2月20日、初代アングルシー侯爵ヘンリー・ウィリアム・パジェットの娘）と結婚、4男2女をもうけた。
- エドワード・ジョージ・ヘンリー（1839年7月13日 – 1916年6月26日） - 第8代サンドウィッチ伯爵[17]
- ヴィクター・アレクサンダー（英語版）（1841年4月20日 – 1915年1月30日） - 海軍軍人。1867年11月28日、アグネタ・ハリエット・ヨーク（Agneta Harriet Yorke、1919年3月12日没、第4代ハードウィック伯爵チャールズ・フィリップ・ヨーク（英語版）の娘）と結婚、子供あり。第9代サンドウィッチ伯爵ジョージ・モンタギュー（英語版）の父[17]
- シドニー（Sydney、1842年8月12日 – 1860年4月4日[17]）
- オリヴァー・ジョージ・ポーレット（1844年10月18日 – 1893年1月23日） - 陸軍軍人、生涯未婚[16]
- エミリー・キャロライン（1846年12月19日[16] – 1931年8月8日） - 1870年5月30日、第7代準男爵サー・ウィリアム・ハート・ダイク（英語版）（1931年7月3日没）と結婚、子供あり[17]
- アン・フローレンス・アデレード（1848年11月8日[16] – 1940年1月16日） - 1876年12月5日、アルフレッド・チャールズ・ダンコム（Alfred Charles Duncombe、1925年2月22日没）と結婚、子供なし[17]

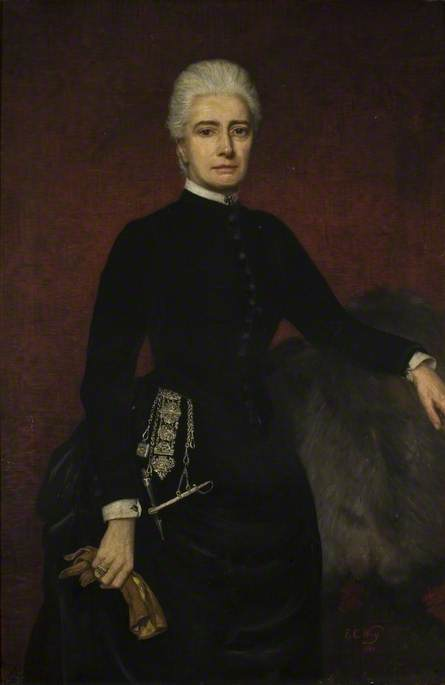
サンドウィッチ伯爵夫人ブランシュ、1888年。

1865年12月27日、ブランシュ・エジャートン（Blanche Egerton、1832年2月22日 – 1894年3月20日、初代エルズミア伯爵フランシス・エジャートンの娘）と再婚したが、2人の間に子供はいなかった。